# Augustinópolis
Augustinópolis é um município do interior do estado do Tocantins, região Norte do Brasil, localizado na região geográfica intermediária de Araguaína e na região imediata de Araguatins, a uma distância de 605 km da capital, Palmas.
Segundo o Censo 2022, a população é constituída de 17 484 pessoas, sendo o 13º município mais populoso do estado e o 1 940º do Brasil.
O principal setor econômico do município é o de serviços. O PIB em 2021 foi de R$ 305 118 mil.

## História
A história do município de Augustinópolis teve início em 1954 com a chegada de Augusto Pereira Costa e família, que migraram do Maranhão a procura de oportunidades de trabalho no campo. Inicialmente, o grupo morou temporariamente em Axixá do Tocantins.
Após quatro anos, em 1959, Augusto saiu para caçar acompanhado de quatro amigos. Nesta empreitada, descobriram uma nascente no meio da mata e se encantaram com o local. Naquela região passaram a construir suas moradias, feitas de pau a pique com cobertura de palha de babaçu.
O local, situado em terras devolutas do estado de Goiás, passou a ser conhecido como Centro do Augusto e começou a receber novos habitantes, principalmente por causa da caça abundante. Os recém-chegados contavam com o apoio de Augusto para abrir roças e iniciar o plantio.
Nos anos seguintes, a localidade já possuía características de povoado. Novos fazendeiros ali chegaram e a agropecuária passou a ser a principal atividade econômica da região. A colheita era escoada principalmente para o povoado de Sampaio, que ficava nas proximidades, em uma estrada recém aberta.
Em 1968, nove anos após a chegada de Augusto, o povoado já possuía cerca de 35 moradias de palha. Arthur Coreolando de Oliveira, também oriundo do Maranhão, ergueu ali a primeira casa de alvenaria, tornando-se pioneiro do comércio na localidade, no ramo de secos e molhados.
A primeira escola foi construída em 1971. Funcionando em um rancho de palha, o empreendimento educacional ficou sob o comando de Manoel Marinho de Souza, considerado o primeiro professor, que partiu de Sampaio para dar aulas no povoado.
Em 1974, o povoado Centro do Augusto pertencia ao município de São Sebastião do Tocantins. O então vereador Manoel Marinho de Souza Brito solicitou sua elevação à condição de distrito, o que aconteceu em 1976. A localidade recebeu um novo topônimo: Augustinópolis, composto por parte do nome de Augusto, o fundador; e de Tocantinópolis, cidade natal do parlamentar.
A emancipação aconteceu seis anos depois, em 14 de maio de 1982, mantendo a mesma denominação. O primeiro prefeito eleito foi o próprio Manoel Marinho.

## Geografia
Augustinópolis é um município do interior do estado do Tocantins, região Norte do Brasil, com sede localizada nas coordenadas 5° 27' 55" S 47° 52' 51" O, na região geográfica intermediária de Araguaína e na região imediata de Araguatins.
Na divisão de planejamento do estado, situa-se na região do Bico do Papagaio, macrorregião Norte, a uma distância de 605 km da capital, Palmas. Limita-se com os municípios tocantinenses de Sampaio, Carrasco Bonito, Buriti do Tocantins, Araguatins, Axixá do Tocantins, Praia Norte e Sítio Novo do Tocantins, bem como com o estado do Maranhão ao norte. O bioma predominante é o cerrado.

### Território e relevo
O território de Augustinópolis ocupa uma área de 388 km², com 5,64 km² urbanizados. É o 15º maior município do Tocantins e o 1 635º maior do país em extensão territorial.
A sede fica a uma altitude média de 145 metros. O relevo da região é suave e ondulado. O território faz parte da Depressão do Araguaia e de sua planície pluvial.

### População
A população de Augustinópolis é de 17 484 pessoas, segundo o o Censo 2022, o que posiciona o município como o 13º mais populoso do estado e o 1 940º mais populoso do Brasil. A estimativa populacional para 2024 foi de 18 128 pessoas.
A densidade demográfica em 2022 foi calculada em 44,97 habitantes por quilômetro quadrado, o que faz com que o município seja o 4º mais povoado do Tocantins e o 1 647º do Brasil.

### Clima e pluviosidade
O clima predominante em Augustinópolis é o tropical sub úmido. As médias máximas de temperatura acontecem durante o período seco, chegando a 39ºC.
A distribuição de chuvas está bem caracterizada em dois períodos distintos durante o ano: a estação chuvosa, que ocorre entre outubro e abril; e a estação seca, ou estiagem, que acontece normalmente entre maio e setembro. A precipitação média anual é de 1 700 mm.

## Política e administração
A estrutura administrativa de Augustinópolis, assim como a dos demais municípios brasileiros, é definida pela Constituição de 1988, composta pelo Poder Executivo, chefiado pelo prefeito; e pelo Poder Legislativo, exercido pela Câmara Municipal, representada pelos vereadores. Todos os representantes são eleitos pelo povo para mandato de quatro anos, mediante pleito direto e simultâneo realizado em todo o país.

### Poder Executivo
O Poder Executivo é responsável pela administração direta do município, implementação de políticas públicas, execução do orçamento e prestação de serviços essenciais à comunidade. Essas competências são exercidas desde 1 de janeiro de 2021 pelo prefeito Antônio Caires de Almeida, popularmente conhecido como Antônio do Bar, do partido Republicanos, eleito em 2020 e reeleito em 2024 para administrar o município até 31 de dezembro de 2028. O vice-prefeito é Roni Teodoro, do PP.

### Poder Legislativo
O Poder Legislativo tem a função de elaborar leis municipais, fiscalizar as ações do Executivo, aprovar o orçamento e representar os interesses da sociedade. Em Augustinópolis, as responsabilidades são delegadas a 11 vereadores, sob a presidência de Antônio Silva Feitosa (Toinho da Prefeitura), do PL, desde o dia 1.º de janeiro de 2025, com fim do mandato previsto para 31 de dezembro de 2026.

### Controvérsias

#### Operação Perfídia
No dia 25 de janeiro de 2019, a Polícia Civil e o Ministério Público estadual deflagraram uma operação conjunta com o objetivo de desarticular uma organização criminosa instalada na Câmara de Vereadores de Augustinópolis que poderia ter desviado R$ 1,5 milhão durante três anos. Na ocasião, a Justiça determinou o afastamento das funções públicas e a prisão temporária de dez dos 11 membros do Legislativo Municipal.
Apenas o então presidente da Câmara, Cícero Cruz Moutinho, não foi preso, embora tenha sido conduzido coercitivamente para prestar declarações. Dois servidores da Prefeitura, o secretário de Administração e o chefe do Controle Interno do município também foram alvos de mandados de busca e apreensão e condução coercitiva.
Segundo a Polícia Civil, um esquema de corrupção havia sido instalado pelos vereadores, que estariam cobrando propina para aprovar projetos enviados pela prefeitura. Foram presos no mesmo dia os vereadores Maria Luisa de Jesus do Nascimento (PP), Antônio Silva Feitosa (PTB), Antônio Barbosa Sousa (SD), Ozeas Gomes Teixeira (PR), Francinildo Lopes Soares (PSDB), Angela Maria Silva Araújo de Oliveira (PSDB), Marcos Pereira de Alencar (PRB) e Wagner Mariano Uchôa Lima (MDB). Não foram encontrados os parlamentares Antônio José Queiroz dos Santos (PSB) e Edvan Neves Conceição (MDB).
A operação fez com que dez vereadores suplentes tomassem posse: Antônio Reinaldo Ferreira Gomes (PSDC), Josenildo Ferreira Barbosa (PRTB), Daniel Walison de Jesus Sousa (PSL), Frederico Guedes de Oliveira (PSC), Elias Madeira Pereira (PT), Solange dos Santos Araújo (PSDB), Marconcélio Assunção da Silva (PTB), Jarbas Fernandes de Andrade (PR), Edimar Cardoso de Oliveira (PR) e Joacy Costa (PSB).
No dia 8 de fevereiro de 2019, a Polícia Civil concluiu o inquérito da operação e indiciou todos os dez vereadores afastados por corrupção passiva e organização criminosa. Em 27 de fevereiro do mesmo ano, o Ministério Público estadual formalizou a denúncia criminal contra os parlamentares e os outros dois servidores da prefeitura, que supostamente seriam os responsáveis pelos pagamentos das propinas.
O caso foi amplamente coberto pela imprensa regional e desencadeou uma crise política no município, com uma série de embates entre o prefeito Júlio da Silva Oliveira (PRB) e os vereadores suplentes, que tentaram por três vezes a cassação do gestor municipal.

## Economia
O principal setor econômico do município são é o de serviços. O PIB de Augustinópolis em 2021 foi de R$ 305 118 mil e o PIB per capita no mesmo ano foi calculado em R$ 16 169 – o 110º maior do estado e o 3 590º maior do Brasil.
Em 2022, o salário médio mensal foi de 1,6 salários mínimos e a proporção de pessoas ocupadas (2 745 trabalhadores) em relação à população total era de 15,7% (o 53º melhor índice no Tocantins e o 2 949º no país). Considerando domicílios com rendimentos mensais de até meio salário mínimo por pessoa, Augustinópolis tinha 44,9% da população nessas condições (o 72º maior do estado e o 2 158º do Brasil).
O Índice de Desenvolvimento Humano (IDH) de Augustinópolis é 0,670, conforme apurado em 2010 pelo Programa das Nações Unidas para o Desenvolvimento (PNUD).

### Agronegócio
Os principais produtos agrícolas do município são a mandioca, com produção de 740 toneladas em 2023, o milho (180 toneladas) e a melancia (108 toneladas), conforme apurado pelo IBGE. Na pecuária, destacam-se os rebanhos de bovinos, com 69 253 cabeças e aves (11 214 cabeças) no mesmo ano.
Em 2023 também houve produção relevante de leite de vaca (6,7 mil litros) e de 14,3 toneladas de pescados (tambaqui e tambacu).

## Educação

### Educação básica
A rede pública de Augustinópolis contabilizava, até 2023, 2 914 matrículas, 167 professores e 18 escolas no ensino fundamental; e 862 matrículas, 81 professores e quatro escolas no ensino médio. Em 2010, o município apresentou uma taxa de escolarização de 97,1% (para pessoas de 6 a 14 de anos de idade), o que é considerado o 76º melhor desempenho entre os municípios tocantinenses e o 3 514º melhor no país.
Em 2023, os alunos dos anos iniciais do Ensino Fundamental da rede pública tiveram nota de 5,1 no Índice de Desenvolvimento da Educação Básica (Ideb) – a 53ª melhor nota entre os municípios do estado e o 4 076º melhor desempenho entre as cidades brasileiras. Para os alunos dos anos finais, a nota foi de 4,6 no mesmo indicador – a 53ª maior nota do Tocantins e o 3 087º melhor desempenho entre os municípios do Brasil.

### Ensino superior
Augustinópolis possui um campus da Universidade Estadual do Tocantins (Unitins), que oferta cursos superiores em  Enfermagem, Direito, Ciência Contábeis e Medicina. O estabelecimento foi aberto na cidade com uma aula magna no dia 18 de agosto de 2014.
Além da Unitins, também está instalada na cidade a Faculdade do Bico do Papagaio (Fabic), que oferece cursos de graduação em Ciências Contábeis, Direito, Enfermagem, Gestão em Agronegócio, Administração, Nutrição, Educação Física e Pedagogia, além de alguns cursos de pós-graduação em grau de especialização.

## Esporte e lazer
A cidade oferece algumas opções de lugares para praticar esportes, como o Ginásio Poliesportivo Emivan Vieira Moura, o Estádio Municipal de Augustinópolis ― o Bicão e o Parque de Vaquejada Dilson Martins de Oliveira.